# Rudolf Kraj
Rudolf Kraj est un boxeur tchèque né le 5 décembre 1977 à Mělník.

## Carrière
Aux Jeux olympiques d'été de 2000, il combat dans la catégorie mi-lourds et remporte la médaille d'argent, battu en finale par Aleksandr Lebziak. Kraj obtient également la médaille de bronze lors des championnats du monde de boxe amateur 2003 à Bangkok.

## Palmarès
- Jeux olympiques de 2000 à Sydney
  -  Médaille d'argent (poids mi-lourds)
- Championnats du monde de boxe amateur 2003 à Bangkok
  -  Médaille de bronze (poids mi-lourds)